# Kirbya unicolor
Kirbya unicolor är en tvåvingeart som beskrevs av Villeneuve 1927. Kirbya unicolor ingår i släktet Kirbya och familjen parasitflugor. Inga underarter finns listade i Catalogue of Life.